# Fenv.h
fenv.h是C標準函数庫中的头文件，提供了对浮点环境的支持。浮点环境（floating-point environment）是指任何实现支持的浮点状态标志与控制模式。浮点状态标志（floating-point status flag）是一个系统变量，当浮点异常被抛出时该系统变量被置位。浮点控制模式（floating-point
control mode）是一个系统变量，用户可以对其置位，以影响随后的浮点运算行为。 

## 类型
- fenv_t  表示整体浮点环境
- fexcept_t 表示浮点状态的集合

## 宏
- 表示各种浮点运算异常：
  - FE_DIVBYZERO
  - FE_INEXACT
  - FE_INVALID
  - FE_OVERFLOW
  - FE_UNDERFLOW
  - FE_ALL_EXCEPT
- 近似舍入方法
  - FE_DOWNWARD
  - FE_TONEAREST
  - FE_TOWARDZERO
  - FE_UPWARD
- 缺省浮点环境
  - FE_DFL_ENV

## 函数
- feclearexcept  清除给定的浮点异常
- fegetexceptflag 保存一个浮点状态标志到对象中
- feraiseexcept 抛出一个浮点异常
- fesetexceptflag 设置一个浮点状态标志到对象中
- fetestexcept 测试那些浮点异常标志被置位
- fegetround 获取当前近似舍入方法
- fesetround 设置近似舍入方法
- fegetenv 存储当前浮点环境到对象中
- feholdexcept 存储当前浮点环境到对象中，清楚浮点状态标志，安装non-stop模式
- fesetenv 从对象存储的浮点环境恢复现场
- feupdateenv 保存当前浮点异常，从对象存储的浮点环境恢复现场，再重新抛出当前浮点异常